# The Killer (film 2023)
The Killer è un film del 2023 diretto da David Fincher.
La pellicola, con protagonista Michael Fassbender, è l'adattamento cinematografico della serie a fumetti Il killer (1998-2014), scritta da Matz e illustrata da Luc Jacamon.

## Trama
Un metodico killer professionista su commissione alloggia in un appartamento in ristrutturazione a Parigi. Si prepara a uccidere, tramite un fucile di precisione, un bersaglio senza nome che entrerà in una camera d’albergo del palazzo di fronte, in un momento non specificato. Mentre aspetta l'obiettivo, l'assassino pratica yoga, ascolta musica, si nutre con pasti di McDonald's e parla al telefono con il suo superiore, un avvocato di nome Hodges che gli ha affidato l'incarico su commissione di un cliente. Tramite flusso di coscienza il protagonista racconta la maggior parte di queste attività sottolineando la noiosa routine del suo lavoro e come il cinismo e la mancanza di empatia lo avvantaggino in esso. Quando il suo obiettivo alla fine arriva, si presenta però con una prostituta. Mentre il bersaglio osserva la donna seduto sul divano, l'assassino prende la mira e spara, ma colpisce proprio la donna, spostatasi improvvisamente davanti al mirino. Il killer fugge e vola negli Stati Uniti d'America sotto una delle sue numerose identità false, tentando, nel frattempo, di contattare Hodges, ma senza successo.
L'assassino torna in uno dei suoi nascondigli nella Repubblica Dominicana per scoprire che qualcuno vi ha fatto irruzione e che la sua ragazza Magdala è stata aggredita e sfregiata da alcuni sicari. Rintracciato il tassista, Leo, che ha aiutato i sicari a raggiungere la sua casa, quest'ultimo li identifica quindi come un giovane estremamente muscoloso ed una donna. Il killer uccide Leo in un vicolo deserto e comincia la sua vendetta. Convinto che Hodges abbia organizzato l'omicidio, l'assassino si reca inizialmente nell'ufficio di questi a New Orleans; entrato con uno stratagemma, distrugge i registri elettronici del loro lavoro insieme e spara al superiore con una pistola sparachiodi nel tentativo di fargli confessare i nomi dei sicari, ma l'uomo muore rapidamente. La segretaria Dolores si offre di mostrargli gli indirizzi che cerca grazie ai suoi archivi cartacei per evitare che il killer la faccia scomparire nel nulla. La voce della coscienza dell'assassino è in dubbio poiché preferisce andare sul sicuro e non rischiare mai. Una volta ottenuto ciò che cercava, il killer le spezza il collo e la butta giù dalle scale di casa sua in modo che sembri un incidente, come voleva la donna.
L'assassino si reca allora a Saint Petersburg, in Florida, dove irrompe nella casa del primo dei due aggressori, uccidendolo al termine di una furibonda lotta. Successivamente va a New York, dove affronta la donna in un ristorante gourmet. Accettando apparentemente il suo destino, ella mette in dubbio le motivazioni dell'assassino nel continuare la sua professione, raccontandogli una barzelletta mentre si ubriaca. Terminata la cena, il protagonista permette alla malvivente di procedere verso l'esterno, per poi giustiziarla.
L'assassino si reca quindi a Chicago dove il cliente di Hodges, il miliardario Claybourne, vive in un appartamento di lusso. Il killer osserva la sua quotidianità, utilizzando strumenti acquistati su Amazon per clonargli la chiave magnetica di casa ed eludere la sicurezza dell'edificio. Affronta quindi Claybourne, chiedendogli se abbia effettivamente ordinato la ritorsione per compensare il fallimento del suo incarico. L'uomo sostiene come, essendosi rivolto a un sicario per la prima volta, fosse rimasto semplicemente sorpreso quando l'assassino ha fallito il colpo, e che Hodges avesse poi suggerito l'idea della ritorsione per cancellare ogni traccia e che non sapeva cosa ciò comportasse. L'assassino risparmia Claybourne, anche se promette di ucciderlo se mai sospetterà che questi tenti un attentato verso di lui. Il killer torna, infine, nella Repubblica Dominicana dove assiste Magdala in convalescenza e comincia ad abituarsi all'idea della pensione.

## Produzione
Le riprese del film, iniziate il 21 novembre 2021 a Parigi, sono state effettuate poi anche a St. Charles, in Illinois, nel marzo 2022 e sono terminate nell'aprile successivo.

## Promozione
Il primo trailer del film è stato diffuso il 29 agosto 2023.

## Distribuzione
Il film è stato presentato in concorso all'80ª Mostra internazionale d'arte cinematografica di Venezia e distribuito in alcune sale dal 27 ottobre 2023 per poi essere distribuito su Netflix a partire dal 10 novembre.

### Divieti
Negli Stati Uniti il film è stato vietato ai minori di 17 anni non accompagnati da adulti per la presenza di "forte violenza, sessualità e linguaggio scurrile".

## Accoglienza

### Critica
Sull'aggregatore Rotten Tomatoes il film riceve l'85% delle recensioni professionali positive con un voto medio di 7,4 su 10 basato su 279 critiche, mentre su Metacritic ottiene un punteggio di 73 su 100 basato su 58 critiche.
La rivista Best Movie ha posizionato il film al ventottesimo posto dei migliori del 2023.
Il New York Times fu meno positivo, con Manohla Dargis non entusiasta del personaggio e della trama ma nondimeno impressionata dal talento di Fincher e Fassbender: "Il personaggio è noioso come lo è anche questo film, ma come l'estremamente abile Fincher, che non può fare a meno di creare immagini che catturano il tuo sguardo anche mentre la tua mente vaga, Fassbender ti costringe a continuare a guardare."

## Riconoscimenti
- 2023 - Mostra internazionale d'arte cinematografica[6]
  - Menzione speciale premio Soundtrack Stars (SNGCI)
  - In concorso per il Leone d'oro